# Primera División de Paraguay 2013
Primera División de Paraguay 2013 är den högsta divisionen i fotboll i Paraguay för säsongen 2013 och består av två mästerskap - Torneo Apertura och Torneo Clausura. Vardera mästerskap består av tolv lag som spelade en match hemma och en match borta vilket innebar 22 matcher per lag och mästerskap. Primera División kvalificerar även lag till Copa Libertadores 2014 och Copa Sudamericana 2014. Den första omgången för säsongen spelades den 9 februari 2013 och den sista omgången spelades den 7 december 2013. Nacional vann Torneo Apertura medan Cerro Porteño vann Torneo Clausura, därmed kvalificerade sig båda lagen för Copa Libertadores 2014. Eftersom Cerro Porteño även vann den sammanlagda tabellen kvalificerade sig laget även för Copa Sudamericana 2014.

## Poängtabeller
I både Torneo Apertura och Torneo Clausura spelade de tolv lagen 22 matcher var, vilket innebar att lagen under 2013 spelade 44 matcher. Vinnarna av respektive turnering blev mästare, så två mästare korades under säsongen. Varje vinnarlag kvalificerade sig även för Copa Libertadores 2014.
| Nr | Lag                | S  | V  | O | F  | GM | IM | MS  | P  |
| -- | ------------------ | -- | -- | - | -- | -- | -- | --- | -- |
| 1  | Nacional           | 22 | 15 | 1 | 6  | 40 | 25 | +15 | 46 |
| 2  | Guaraní            | 22 | 11 | 7 | 4  | 37 | 20 | +17 | 40 |
| 3  | Cerro Porteño      | 22 | 11 | 4 | 7  | 38 | 29 | +9  | 37 |
| 4  | Libertad           | 22 | 10 | 6 | 6  | 27 | 23 | +4  | 36 |
| 5  | Olimpia            | 22 | 8  | 7 | 7  | 31 | 31 | 0   | 31 |
| 6  | Sol de América     | 22 | 7  | 8 | 7  | 30 | 34 | −4  | 29 |
| 7  | General Díaz       | 22 | 7  | 7 | 8  | 25 | 27 | −2  | 28 |
| 8  | Deportivo Capiatá  | 22 | 7  | 6 | 9  | 25 | 30 | −5  | 27 |
| 9  | Rubio Ñu           | 22 | 6  | 7 | 9  | 27 | 29 | −2  | 25 |
| 10 | Sportivo Luqueño   | 22 | 6  | 7 | 9  | 19 | 25 | −6  | 25 |
| 11 | Cerro Porteño (PF) | 22 | 4  | 7 | 11 | 27 | 38 | −11 | 19 |
| 12 | Sportivo Carapeguá | 22 | 3  | 7 | 12 | 22 | 39 | −17 | 16 |

| Nr | Lag                | S  | V  | O | F  | GM | IM | MS  | P  |
| -- | ------------------ | -- | -- | - | -- | -- | -- | --- | -- |
| 1  | Cerro Porteño      | 22 | 14 | 8 | 0  | 37 | 16 | +21 | 50 |
| 2  | Libertad           | 22 | 12 | 3 | 7  | 25 | 19 | +6  | 39 |
| 3  | Deportivo Capiatá  | 22 | 12 | 2 | 8  | 36 | 32 | +4  | 38 |
| 4  | Guaraní            | 22 | 10 | 7 | 5  | 47 | 24 | +23 | 37 |
| 5  | General Díaz       | 22 | 8  | 9 | 5  | 30 | 24 | +6  | 33 |
| 6  | Nacional           | 22 | 9  | 6 | 7  | 30 | 26 | +4  | 33 |
| 7  | Sportivo Luqueño   | 22 | 8  | 5 | 9  | 30 | 29 | +1  | 29 |
| 8  | Rubio Ñu           | 22 | 6  | 7 | 9  | 24 | 32 | −8  | 25 |
| 9  | Olimpia            | 22 | 6  | 6 | 10 | 31 | 32 | −1  | 24 |
| 10 | Sportivo Carapeguá | 22 | 5  | 7 | 10 | 24 | 38 | −14 | 22 |
| 11 | Sol de América     | 22 | 4  | 5 | 13 | 24 | 43 | −19 | 17 |
| 12 | Cerro Porteño (PF) | 22 | 5  | 1 | 16 | 23 | 47 | −24 | 16 |

## Sammanlagd tabell
Lagen som vunnit Torneo Apertura eller Torneo Clausura står i fetstil. Segrarna av Torneo Apertura respektive Clausura kvalificerades för Copa Libertadores 2014 och det bästa av de två lagen i den sammanlagda tabellen kvalificerade sig även för Copa Sudamericana 2014. Utöver dessa lag kvalificerade sig det bästa laget i den sammanlagda tabellen för Copa Libertadores 2014 medan de tre bästa följande lagen kvalificerade sig för Copa Sudamericana 2013.
| Nr | Lag                | S  | V  | O  | F  | GM | IM | MS  | P  |
| -- | ------------------ | -- | -- | -- | -- | -- | -- | --- | -- |
| 1  | Cerro Porteño      | 44 | 25 | 12 | 7  | 75 | 45 | +30 | 87 |
| 2  | Nacional           | 44 | 24 | 7  | 13 | 70 | 51 | +19 | 79 |
| 3  | Guaraní            | 44 | 21 | 14 | 9  | 84 | 44 | +40 | 77 |
| 4  | Libertad           | 44 | 22 | 9  | 13 | 52 | 42 | +10 | 75 |
| 5  | Deportivo Capiatá  | 44 | 19 | 8  | 17 | 61 | 62 | −1  | 65 |
| 6  | General Díaz       | 44 | 15 | 16 | 13 | 55 | 51 | +4  | 61 |
| 7  | Olimpia            | 44 | 14 | 13 | 17 | 62 | 63 | −1  | 55 |
| 8  | Sportivo Luqueño   | 44 | 14 | 12 | 18 | 49 | 54 | −5  | 54 |
| 9  | Rubio Ñu           | 44 | 12 | 14 | 18 | 52 | 61 | −9  | 50 |
| 10 | Sol de América     | 44 | 11 | 13 | 20 | 54 | 67 | −13 | 46 |
| 11 | Sportivo Carapeguá | 44 | 8  | 14 | 22 | 46 | 77 | −31 | 38 |
| 12 | Cerro Porteño (PF) | 44 | 9  | 8  | 27 | 50 | 85 | −35 | 35 |

Färgkoder:
     – Kvalificerade för både Copa Libertadores 2014 och Copa Sudamericana 2014.

     – Kvalificerade för Copa Libertadores 2014.

     – Kvalificerade för Copa Sudamericana 2014.

## Nedflyttningstabell
| #  | Lag                | Poäng 2011 | Poäng 2012 | Poäng 2013 | Poäng totalt | Spelade totalt | Snitt  |
| -- | ------------------ | ---------- | ---------- | ---------- | ------------ | -------------- | ------ |
| 1  | Libertad           | 79         | 91         | 75         | 245          | 132            | 1.8561 |
| 2  | Cerro Porteño      | 67         | 86         | 87         | 240          | 132            | 1.8182 |
| 3  | Nacional           | 83         | 77         | 79         | 239          | 132            | 1.8106 |
| 4  | Olimpia            | 88         | 79         | 55         | 222          | 132            | 1.6818 |
| 5  | Guaraní            | 58         | 73         | 77         | 208          | 132            | 1.5758 |
| 6  | Deportivo Capiatá  | —          | —          | 65         | 65           | 44             | 1.4773 |
| 7  | General Díaz       | —          | —          | 61         | 61           | 44             | 1.3864 |
| 8  | Sol de América     | 49         | 60         | 46         | 155          | 132            | 1.1742 |
| 9  | Sportivo Luqueño   | 35         | 59         | 54         | 148          | 132            | 1.1212 |
| 9  | Rubio Ñu           | 58         | 36         | 50         | 144          | 132            | 1.0909 |
| 11 | Cerro Porteño (PF) | —          | 53         | 35         | 88           | 88             | 1      |
| 12 | Sportivo Carapeguá | —          | 45         | 38         | 83           | 88             | 0.9432 |